# 다카하시 도루 (1878년)
다카하시 도루(高橋亨, 1878년 12월 3일 ~ 1967년 9월 4일)는 일본의 한국학 연구자이다. 니가타현 출신이다.
1902년 7월 도쿄 제국대학 지나(중국)철학과를 졸업하였고, 1903년 9월 규슈 일보사 주필이 되었다. 1905년 2월, 대한제국 관립 한성중학교 교수로 초빙되어, 1908년에는 관립 한성고등학교 학감(學監)이 되었다. 1911년, 경성고등보통학교 교유(敎諭)가 되었고, 1916년 5월 대구고등보통학교장을 지냈다. 1919년 12월, 문학박사 학위를 취득했다.
1923년, 경성제국대학 창립위원회 간사가 되었다. 1926년 경성제국대학이 신설되자 교수로 취임하였고, 조선어학과 문학 강좌를 담당하였다. 1950년 덴리 대학 교수로 초빙되었고, 조선학회 창립을 주도하여 부회장이 되었다.

## 저서
- 1909 韓語文典　博文館 / 문법서
- 1910 朝鮮の物語集　日韓書房
  - 조선의 모노가타리
- 1914 朝鮮の俚諺集　日韓書房
  - 완역 조선이야기집과 속담 / 이시준,김광식,조은애,김영주 역
  - 다카하시 도루의 조선속담집 / 박미경 편역
- 朝鮮人
  - 조선인 식민지 조선인을 논하다 / 구인모 역
  - 조선인의 사상과 성격 / 총독부 편, 김문학 역
- 1929 朝鮮思想史大系第1冊李朝仏教　宝文館、1929年、本巻のみ刊　
  - 復刻版　李朝仏教 国書刊行会、1973年　
  - 이조불교
- 内鮮関係政治文化思想史　中央協和会、1943年
- 『高橋亨朝鮮儒学論集』川原秀城, 金光来編訳 知泉書館 2011
  - 다카하시 도루의 조선유학사 / 이형성 역

## 참고 문헌
- 기다 주에(貴田忠衛), 《쇼와 10년판 조선인사흥신록》, 조선인사흥신록편찬부, 1935년